# Sarah MacIntyre
Sarah MacIntyre (ur. 20 kwietnia 1988 w Inverness), szkocka curlerka, trzykrotna mistrzyni świata juniorów, zawodniczka Belmaduthy Curling Club, mieszka w Culbokie. Jest otwierającą u Sary Reid i Eve Muirhead. Studiuje zarządzanie zasobami ludzkimi i socjologię na University of Strathclyde.
MacIntyre zaczęła grać w curling w 1998. Trzykrotnie zdobywała tytuł mistrzyni Szkocji juniorek co dawało jej wyjazd na MŚ. W 2007 była otwierającą w drużynie Sary Reid, reprezentacja Szkocji zdobyła złoty medal pokonując w finale Kanadę 7:6. W dwóch następnych latach sytuacja powtórzyła się. Skipem została Eve Muirhead, ponieważ Reid przekroczyła wiek juniorski.
Sarah wystąpiła również na dwóch zimowych uniwersjadach. W 2007 grała na pozycji drugiej u Reid, Wielka Brytania na tych zawodach została sklasyfikowana na ostatnim 10. miejscu. Na następnej uniwersjadzie w 2009 była otwierającą u tej samej kapitan. Zespół dotarł do małego finału jednak przegrał tam z Rosją 4:8.

## Drużyna
| MŚJ 2007 - Sarah Reid (S) - Eve Muirhead (3) - Barbara McFarlane (2) - Alison Black (R) | MŚJ 2008 - Eve Muirhead (S) - Kerry Barr (3) - Vicki Adams (2) - Kay Adams (R) | MŚJ 2009 - Eve Muirhead (S) - Anna Sloan (3) - Vicki Adams (2) - Kay Adams (R) |

| ZU 2007 - Sarah Reid (S) - Victoria Sloan (3) - Laura Kirkpatrick (1) - Alison Black (R) | ZU 2009 - Sarah Reid (S) - Kay Adams (3) - Vicki Adams (2) - Laura Kirkpatrick (R) |